# Nemoraea rubellana
Nemoraea rubellana är en tvåvingeart som beskrevs av Villeneuve 1913. Nemoraea rubellana ingår i släktet Nemoraea och familjen parasitflugor. Inga underarter finns listade i Catalogue of Life.